# ويلسون وود
ويلسون وود (بالإنجليزية: Wilson Wood)‏ (25 يناير 1943 في المملكة المتحدة - ) هو لاعب كرة قدم بريطاني في مركز الوسط. لعب مع دندي يونايتد وريث روفرز ونادي رينجرز ونيوكاسل يونايتد وهارت أوف ميدلوثيان.

## وصلات خارجية
- ويلسون وود على موقع قاعدة بيانات كرة القدم.إي يو (الإنجليزية)